# سباستیان اینو
سباستیان اینو (فرانسوی: Sébastien Hinault‎؛ زادهٔ ۱۱ فوریهٔ ۱۹۷۴) دوچرخه‌سوار اهل فرانسه است.
از باشگاه‌هایی که در آن رکاب زده‌است می‌توان به آی‌ای‌ام سایکلینگ، تیم دوچرخه‌سواری کردیت اگریکول، و آژ۲آر لا موندیال اشاره کرد.